# كلية كاري
كلية كاري [[إنج|Curry College]] هي كلية خاصة في ميلتون، ماساتشوستس. تأسست باعتبارها مدرسة للخطابة والتعبير من قبل آنا برايت كاري، وذلك في عام 1879م. في عام 1885م استولى عليها صموئيل سيلاس كاري وأعاد تسميتها.

## أكاديميات
تقدم كلية كاري درجة البكالوريوس في 25 تخصصًا، ودرجة الماجستير في أربعة تخصصات. يدار برنامج واحد من خلال مكتب التعليم المستمر. كما تقدم برامج تدريب لضباط الاحتياط بالجيش والقوات الجوية وذلك عبر برنامج مشترك مع جامعة بوسطن.
كلية كاري معتمدة من قبل جمعية نيو إنجلاند للمدارس والكليات.

## الحرم الجامعي
يقع حرم كاري الرئيسي في ميلتون على مساحة 131 أكر (0.53 كـم2)، وذلك بالقرب من محمية التلال الزرقاء. الحرم الجامعي يبعد مسافة سبعة أميال (11 كم) من وسط مدينة بوسطن. تمتلك كلية كاري حرما جامعيا آخر في بليموث، ويقدم ثمانية برامج للحصول على درجة البكالوريوس، وبرنامجين لدرجة الماجستير،  وذلك من خلال مكتب التعليم المستمر والدراسات العليا.
يقسم حرم ميلتون إلى حرم الشمال والجنوب، مع وجود مركز الطلاب في وسط الحرم الجامعي. يحتوي الحرم الجامعي على 19 قاعة سكن، مع مزيج من صالات النوم المشتركة والأجنحة والمنازل التقليدية. هناك خطط جارية لبناء مجمع رياضي يحوي قبة كبيرة وصالة للطعام.

### مركزالطالب
افتتح مركز الطلاب أبوابه في سبتمبر 2009م. وحل محل مركز درابكين للطلاب. يضم المبنى الذي تبلغ مساحته 84000 قدما مربعا مركزًا للياقة البدنية مساحته 5500 قدما مربعا وصالة للألعاب الرياضية وصالة لتناول الطعام، وغرفة ألعاب وكنيسة وقاعات اجتماعات متعددة وصالات. تقع غرفة البريد ومكتبة الحرم الجامعي وخدمات الإعاقة وخدمات المؤتمرات والفعاليات ومكتب الحياة الطلابية ومكتب أنشطة الطلاب داخل مركز الطلاب. تعرض الممرات -الذي يقع خارج أبواب الصالة الرياضية- المنح وجوائز الفرق والرياضيين الفرديين طوال تاريخ جامعة كاري.

## الحياة الطلابية
يلتحق بالكلية ما يقرب من 4,250 طالب. 2100 طالب من أكثر من 31 ولاية و13 دولة. وما يقرب من 1500 طالب. بينما هناك 1650 طالب يدرس في دورات التعليم المستمر، وحوالي 500 طالب من طلاب الدراسات العليا يتابعون دراساتهم للحصول على شهادات الماجستير. طلاب التعليم المستمر وطلاب الدراسات العليا يدرسون إما في حرم ميلتون الرئيسي أو في الحرم الجامعي في بليموث.

### مناهج إضافية
صنع طلاب كلية كاري أكثر من 36 ناديًا ومنظمة. تقدم للطلاب الفرصة لإنشاء أندية جديدة تستغرق حوالي ثلاث سنوات من خلال مكتب الأنشطة الطلابية. يمكن للطلاب أيضًا المشاركة في تي إم زي بوسطن، والذي يضم مكتبًا في الحرم الجامعي.

### الألعاب الرياضية
تسمى الفرق الرياضية في كلية كولي بالكولونيل. والكلية عضو في الرابطة الرياضية لطلاب الجامعات القسم الثالث، كما أنها مشاركة في مؤتمر ساحل الكومنولث.
تقدم كلية كاري البيسبول، كرة السلة، كرة القدم، هوكي الجليدية، لاكروس، كرة القدم والتنس للرجال وكرة السلة، كرة المضرب، لاكروس، كرة القدم، الكرة اللينة، التنس والكرة الطائرة للسيدات. تلعب جميع الألعاب الرياضية في الحرم الجامعي باستثناء الهوكي الذي يلعب في ماكس أولين رينك عند المدخل الشمالي لمحمية بلو هيلز.
يحتوي كاري أيضًا على العديد من الألعاب الرياضية الداخلية والنادي. ينافس نادي الرجبي للرجال  في جميع أنحاء نيو إنغلاند مع كليات أخرى. يتنافس فريق البولينق ونادي البلياردو مع الكليات المحيطة. يتلقى أعضاء الفريق دروسًا فردية وجماعية داخل وخارج الحرم الجامعي. توجد أندية إضافية في الحرم الجامعي لا تتنافس مع أندية الكليات الأخرى.

## خريجون بارزون
- كين كولمان، مذيع للتلفزيون والراديو في بوسطن ريد سوكس، كليفلاند إنديانز، كليفلاند براونز، وسينسناتي ريدز؛ عضو في قاعة مشاهير بوسطن ريد سوكس.
- مارا ديفيس، راديو دي جي الحائز على جائزة في أتلانتا
- جيمس س. غرايسي، القائد السابق لخفر السواحل بالولايات المتحدة
- هال هالبين، رئيس ومؤسس جمعية مستهلكي الترفيه
- بودي لازيير، الحائز على 1996م إنديانابوليس 500
- جيف بيري، نائب رئيس الدولة السابق، شريف حاكم مقاطعة بارنستابل الحالي
- جوردان ريتش، مضيف برنامج حواري إذاعي
- مارك سنايدر، مضيف برنامج الحوارات الإذاعية الوطني، وكاتب عمود مشترك

## روابط خارجية
- الموقع الرسمي
- الموقع الرسمي للألعاب الرياضية